# Phosphor triiodide
Phosphor triiodide là một hợp chất hóa học vô cơ có thành phần chính gồm hai nguyên tố là phot pho và iod, với công thức hóa học được quy định là PI3. Hợp chất này tồn tại dưới dạng thức chất rắn màu đỏ ổn định phản ứng dữ dội với nước. Thường thì hợp chất này bị quan niệm là không ổn định, và sai lầm này là phổ biến, cho rằng PI3 là quá mất ổn định để có thể lưu trữ, mặc dù trên thực tế, nó là một hợp chất thương mại. Nó được sử dụng rộng rãi trong hóa học hữu cơ để chuyển hóa alcohol thành ankyl iodide. Ngoài ra, hợp chất này cũng là một chất khử mạnh. Lưu ý rằng phosphor cũng tạo thành một hợp chất iodide thấp hơn, P2I4, và bị tồn tại của PI5 bị nghi ngờ ở nhiệt độ phòng.

## Sử dụng
Phosphor triiodide thường được sử dụng trong phòng thí nghiệm để chuyển đổi alcohol bậc nhất hoặc thứ cấp thành ankyl iodide. Rượu thường được sử dụng làm dung môi, phía trên là chất phản ứng. Thông thường PI3 được tạo ra tại chỗ bằng phản ứng của phosphor đỏ với iod khi có mặt rượu; ví dụ, việc chuyển đổi metanol để điều chế cấp cho iodometan:
PI3 + 3 CH
3OH → 3 CH
3I + H
3PO
3
Các ankyl iodide là các hợp chất hữu ích cho các phản ứng thay thế nucleophin, và để điều chế thuốc thử Grignard.